# Nephthytis
Nephthytis é um género botânico pertencente à família Araceae.

## Espécies
| - Nephelium aculeatum - Nephelium bassacense - Nephelium beccarianum - Nephelium cochinchinense - Nephelium compressum - Nephelium coriaceum - Nephelium costatum - Nephelium cuspidatum - Nephelium daedaleum - Nephelium dasyneurum - Nephelium eriopetalum - Nephelium forsythii - Nephelium glabrum - Nephelium hamulatum - Nephelium havilandii | - Nephelium hypoleucum - Nephelium juglandifolium - Nephelium lappaceum - Nephelium laurinum - Nephelium lautererianum - Nephelium leiocarpum - Nephelium litchi - Nephelium longan - Nephelium longana - Nephelium macrophyllum - Nephelium maingayi - Nephelium malaiense - Nephelium meduseum - Nephelium melanomiscum - Nephelium melliferum | - Nephelium multinerve - Nephelium mutabile - Nephelium ophiodes - Nephelium papillatum - Nephelium ramboutan - Nephelium reticulatum - Nephelium robustum - Nephelium subfalcatum - Nephelium thorelii - Nephelium tomentosum - Nephelium uncinatum - Nephelium winterianum - Nephelium xanthioides |